# Psalmopoeus maya
Psalmopoeus maya är en spindelart som beskrevs av Witt 1996. Psalmopoeus maya ingår i släktet Psalmopoeus och familjen fågelspindlar.
Artens utbredningsområde är Belize. Inga underarter finns listade i Catalogue of Life.